# Хепуорт, Сесиль
Сесиль Хепуорт (англ. Cecil Milton Hepworth; 19 марта 1874 — 9 февраля 1953) — английский режиссёр, продюсер, сценарист.

## Биография
Родился в семье известного лектора Т. Хепуорта (англ. T. C. Hepworth), иллюстрировавшего свои лекции «волшебным фонарём».
Сесиль Хепуорт работал на киностудии «Warwick Trading Company». В 1896 году он познакомился с У. Полем, а в 1897 году издаёт одно из первых руководств по кинематографии. Хепуорт занимался усовершенствованием баков для проявления и промывки плёнки, копировальной и перфорационной машин. На все эти усовершенствования он взял патент. В 1898 году организует лабораторию по печатанию фильмов в Уолтоно.
В 1899 году Хепуорт покинул фирму «Warwick» и вместе с Лоули организовал свою собственную фирму «Hepworth Manufacturing Company». После объявления войны Хепуорт, идя по пути «Vitagraphа», снял фильм, в котором английский солдат срывает бурское знамя. В 1901 году Сесиль Хепуорт снимает серии «Английский морской флот» и «Британская армия». В период с 1900 по 1903 год Сесиль Хепуорт снимает «Вечный пинг-понг», «Призыв к оружию», «Почетный мир».
Первым большим фильмом Хепуорта в 1903 году был фильм «Алиса в стране чудес» длиной 250 метров из 16 картин. «… Хепуорт точно следует тексту знаменитой сказки Луиса Кэрролла, „с поразительной точностью“, как сказано в каталоге, подражает иллюстрациям сэра Джона Тенниэля…»

## Фильмография
- 1898 — Курьерские поезда
- 1898 — Треки для женщин-велосипедисток
- 1898 — Приезд посетителей на станцию Хенлей
- 1898 — Хенлейская регата: предварительный заезд
- 1900 — Панорама Парижской всемирной выставки. Выпуск 1 / Panorama of the Paris Exposition No. 1
- 1900 — Панорама Парижской всемирной выставки. Выпуск 2 / Panorama of the Paris Exposition No. 2
- 1900 — Панорама Парижской всемирной выставки. Выпуск 3 / Panorama of the Paris Exposition No. 3
- 1900 — Украденный напиток
- 1901 — Похороны королевы: процессия движется от вокзала «Виктория» / Funeral of Queen Victoria
- 1901 — Бушующие волны
- 1901 — Английский морской флот
- 1901 — Британская армия
- 1902 — Парадные экипажи — кортеж принца Уэльского движется в Уайтхолл
- 1902 — Почетный мир
- 1902 — Призыв к оружию
- 1903 — Алиса в стране чудес / Alice in Wonderland
- 1903 — Прогресс расы
- 1903 — Снимки побережья
- 1903 — Лэди-воровка и обманутые полисмены
- 1904 — История мира
- 1905 — Вторжение иностранцев
- 1905 — Воровской притон
- 1905 — Купание малыша / Baby’s Toilet
- 1905 — Ложно обвинённый
- 1905 — Спасена Ровером / Rescued by Rover
- 1910 — Данные о промышленности Египта
- 1911 — Грех Рейчел / Rachel’s Sin
- 1911 — Фауст / Faust
- 1912 — Обман
- 1914 — Василиск
- 1914 — Призыв
- 1915 — Исповедь
- 1915 — Барнаби Радж / Barnaby Rudge
- 1916 — Женитьба Уильяма Эша / The Marriage of William Ashe
- 1916 — Букет фиалок
- 1916 — Энни Лори / Annie Laurie
- 1917 — Американская наследница / The American Heiress
- 1917 — Западня
- 1918 — Безрассудство судьбы
- 1918 — Пограничный дом / Boundary House
- 1919 — Когда заходит солнце